# زبان خوسایی
زبان خوسایی (IsiXhosa ,Xhosa) یکی از زبان‌های رسمی کشور آفریقای جنوبی است.
این زبان ۷٫۹ میلیون نفر گویشور دارد که در حدود ۱۸ درصد از جمعیت کشور آفریقای جنوبی را تشکیل می‌دهند.
خوسایی نیز مانند دیگر زبان‌های خانواده بانتو یک زبان نواختی است یعنی لحن بیان واژه‌ها معنی آن‌ها را عوض می‌کند.
از دیگر ویژگی‌های خوسایی، وجود هم‌خوان‌ها (صامت‌ها) ی تقه‌ای در آن است. به هنگام تلفظ این هم‌خوان‌ها صدایی مانند یک «تَق چسبناک» از دهان شنیده می‌شود.